# Piotr Novikov
Pour les articles homonymes, voir Novikov.
Piotr Sergueïevitch Novikov (en russe : Пётр Сергеевич Новиков ; 1901-1975) est un mathématicien russe, qui a travaillé en logique mathématique,  théorie des ensembles, physique mathématique et théorie des groupes.

## Biographie
Piotr Sergueïevitch Novikov est fils d'un commerçant moscovite. Il étudie à partir de 1919 à l'Université d'État de Moscou à Moscou, avec une interruption pour service dans l'Armée rouge entre 1920 et 1922 durant la guerre civile russe. En 1925, il achève ses études et il entreprend des recherches sous la direction de Nikolaï Louzine. Il enseigne à l'Institut de technologie chimique et devient en 1934 membre de l'Institut de mathématiques Steklov. Il soutient une thèse de doctorat (Kandidat) en 1935 et devient professeur d'université en 1939. De 1944 à 1972 il dirige la section d'analyse au séminaire d'État de formation d'enseignants à Moscou. Il part en retraite en 1973. 
En 1953 il devient membre correspondant, et en 1960 membre plénier de l’Académie des sciences de Russie. Depuis 1935, il est marié avec la mathématicienne Lioudmila Keldych, également une élève de Louzine et professeur à l'Institut Steklov. Ils ont eu cinq enfants, parmi lesquels le mathématicien Sergueï Novikov, lauréat de la  médaille Fields, et l’astronome Leonid Novikov.

## Contributions scientifiques
Piotr Novikov démontre en 1943 la consistance de l'arithmétique avec les définitions récursives. En 1952, il démontre l'indécidabilité du problème du mot pour les groupes. Ce résultat lui vaut le prix Lénine en 1957. Il a en outre apporté des contributions importantes à la solution du problème de Burnside en théorie des groupes (« est-ce que tout groupe de torsion finiment engendré est fini ? »). Sa première démonstration, de 1959, de l'existence de tels groupes infinis était incomplète ; en 1968, lui et Sergueï Adian démontrent l’existence d'un tel groupe pour des exposants {\displaystyle n\geq 4381}. La borne a été améliorée depuis, dans le livre d'Adian The Burnside Problem and Identities in Groups paru en 1979, et où Adian donne le minorant {\displaystyle n\geq 665}. Adian ramène par la suite ce minorant à 101.
Parmi ses élèves, il y a entre autres  Boris Trakhtenbrot. Novikov a notamment publié un livre : 
Elementy matematicheskoi logiki (Moscou, 1959), traduit par Leo F. Boron sous le titre Elements of Mathematical Logic (Édimbourg, 1964), en allemand sous le titre Grundzüge der mathematischen Logik (Vieweg 1973) et en français sous le titre Introduction à la logique mathématique
 (1964).